# Chrząszczowa Góra
Chrząszczowa Góra (560 m n.p.m.) – szczyt znajdujący się w granicach wsi Lachowice i Kuków w województwie małopolskim, w powiecie suskim, w gminie Stryszawa. W regionalizacji fizycznogeograficznej Polski według Jerzego Kondrackiego zaliczany jest do Beskidu Makowskiego, w nowszej regionalizacji z 2018 roku do Pasm Pewelsko-Krzeszowskich.
Po raz pierwszy nazwę góry podał Andrzej Matuszczyk w przewodniku po Beskidzie Małym, dawniej na mapach nie miała ona nazwy. Pochodzi od należącego do Lachowic osiedla Chrząszówka u jej południowego podnóża. Chrząszczowa Góra jest najdalej na wschód wysuniętym szczytem Pasma Pewelskiego. Znajduje się w południowo-wschodnim grzbiecie Pasma Pewelskiego, odbiegającym od Wajdowego Gronia. Grzbiet ten poprzez Palenicę, Łopuszniaka, Bacową Przełączkę i Chrząszczową Górę opada w widły Lachówki i Kocońki, na Chrząszczowej Górze skręcając na północny wschód. Zachodnie stoki Chrząszczowej Góry opadają do Mącznianki i jej dopływu, południowe i wschodnie do Lachówki, północno-wschodnie do Kocońki. Na szczycie jest znak geodezyjny (559,7 m).
Chrząszczowa Góra jest w większości porośnięta lasem, ale dolną część stoków zajmują pola uprawne. Wyżej położone pola przestano użytkować i stopniowo zarastają lasem.